# Aeroportul Summer Beaver
Aeroportul Summer Beaver (IATA: SUR) este un aeroport din Summer Beaver⁠(d), Kenora District⁠(d), Ontario, Canada.
Situat la o altitudine de 253 m, aeroportul dispune de o singură pistă. Este operat de Government of Ontario⁠(d).